# Puente Viejo (Abarán)
El puente Viejo está ubicado en el municipio de Abarán (Región de Murcia, España) sobre el río Segura y conecta las Avenidas de los Puentes y de la Constitución de este municipio.
En 2008 fue declarado  Bien de Interés Cultural con categoría de  Monumento.

## Historia
Abarán se asienta sobre un promontorio formado básicamente por terrazas fluviales altas provocadas por el río Segura en uno de sus meandros, quedando, de esta forma, aislada de su margen derecha, precisamente el lugar donde se concentra la mayor parte de su fértil huerta y que además supone la conexión con el resto del Valle de Ricote.
Según los datos aportados por José David Molina Templado, el lugar que ocupa actualmente el Puente Viejo, había sido utilizado tradicionalmente para situar otros puentes que fueron destruidos por las sucesivas riadas. Por ello, tras la avenida de 1888, el Gobierno Español concede una ayuda económica para paliar los daños ocasionados y el Ayuntamiento decide destinar el dinero para la construcción de un puente de hierro que soporte los futuros desbordamientos del río.
Para la altura del puente se tomó como referencia la lomera del tejado de un molino, que posteriormente sería sustituido por la Central Eléctrica, y que era el máximo nivel alcanzado por las aguas en la riada de 1860. En cuanto al peso, se calculó la resistencia que debía soportar una carreta de bueyes cargada de piedras, ya que al otro lado del río existía una cantera. 
Una vez iniciadas las obras tuvieron que paralizarse, posteriormente el proyecto fue retomado por Emilio Hernández quien introdujo numerosos cambios en la cimentación. Las vigas de hierro fueron fabricadas en la fundición valenciana La Primitiva, éstas fueron transportadas en diez piezas y el montaje de las mismas corrió a cargo de Juan Brandón, ingeniero de la línea MZA (Madrid, Zaragoza, Alicante). 

## Descripción
El puente se compone de pilas de mampostería careada con dos vanos y 65 metros de longitud y 4 metros de anchura, posee 4 metros de alto. El tablero es metálico. Los estribos del puente se sitúan en los márgenes del río, quedando parte de su obra actualmente oculta por las sucesivas intervenciones que se han realizado sobre el mismo.